# Línea Slough - Windsor & Eton
La Línea Slough – Windsor & Eton es un ramal ferroviario de 2 millas 63 cadenas (3,2 km) de largo, situado en Berkshire, Inglaterra. Los trenes circulan entre sus dos únicas estaciones, Slough y Windsor & Eton Central. En su extremo norte, el ramal se une a la Línea Principal del Great Western, pero los trenes de pasajeros de Windsor rara vez usan la conexión, y por lo general terminan en Slough.

## Historia

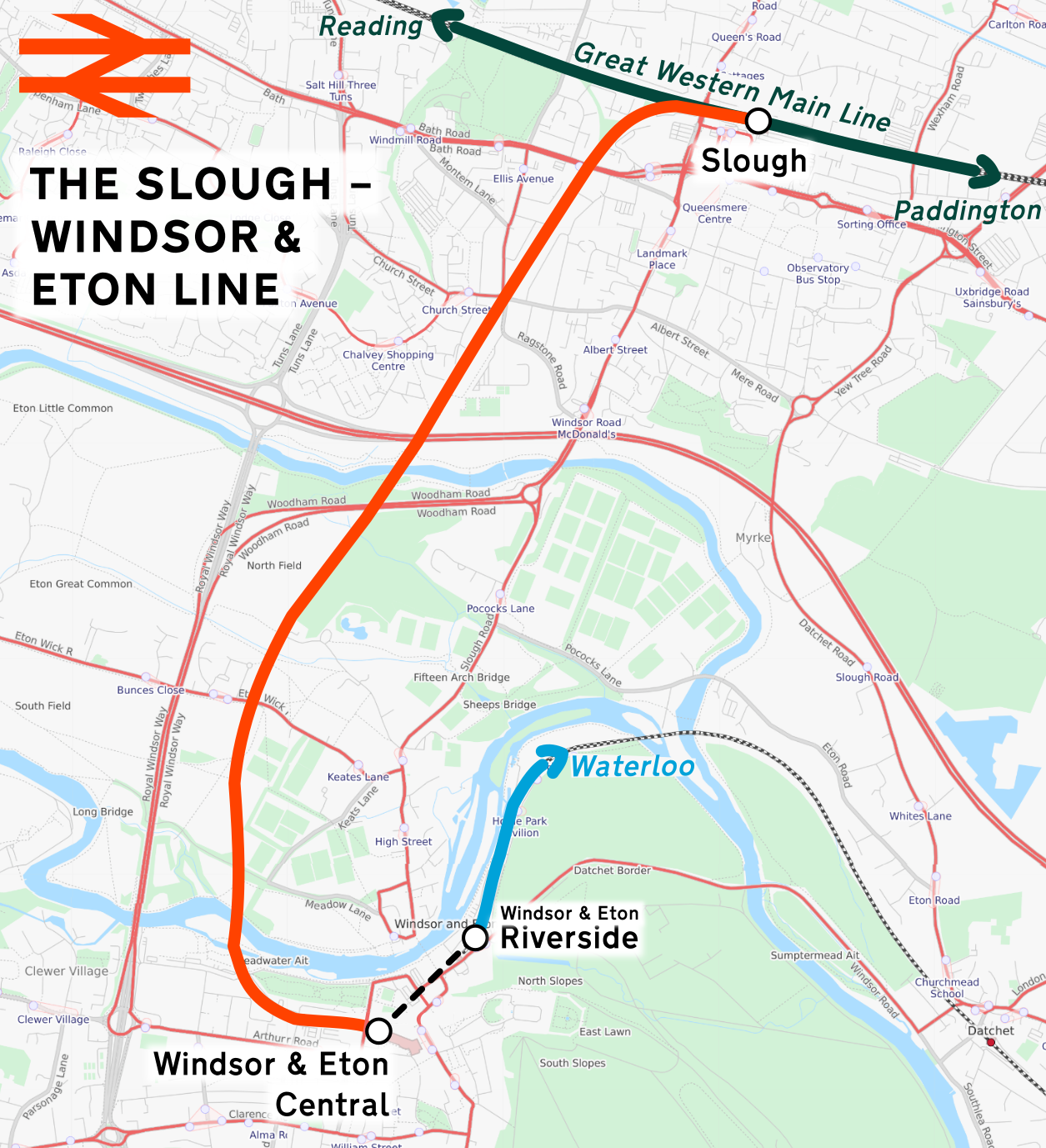
Plano de la línea

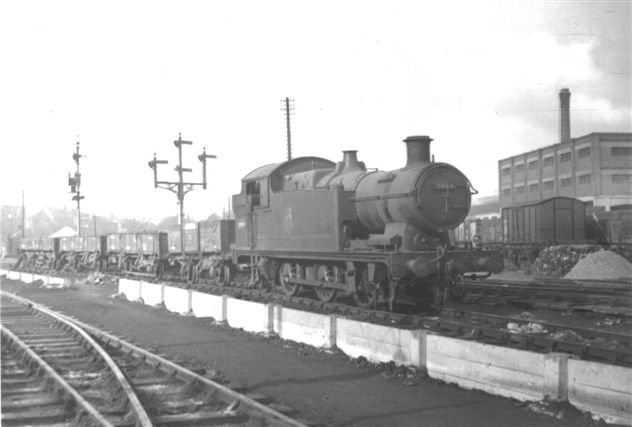
Antigua máquina del GWR 6664 fotografiada cerca del depósito de locomotoras en Slough (octubre de 1955)

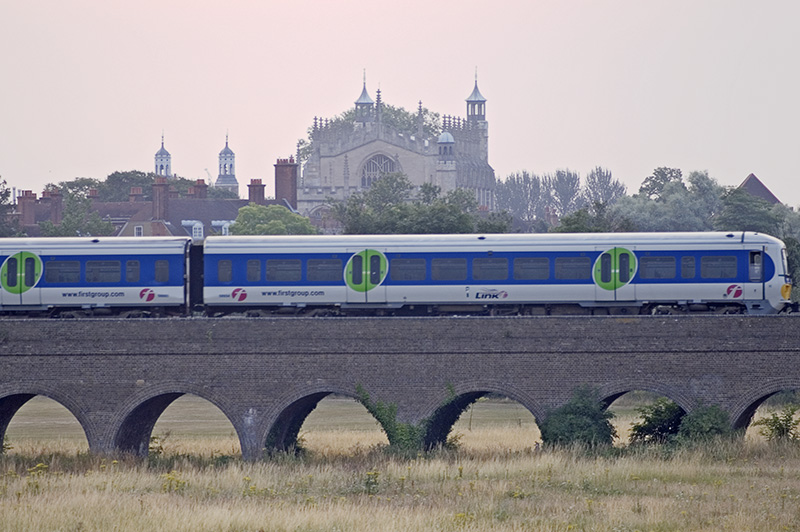
Un tren Clase 165 de dos coches, en el viaducto de ladrillo que lleva la línea del GWR hacia Windsor (mirando al este, hacia Eton College)

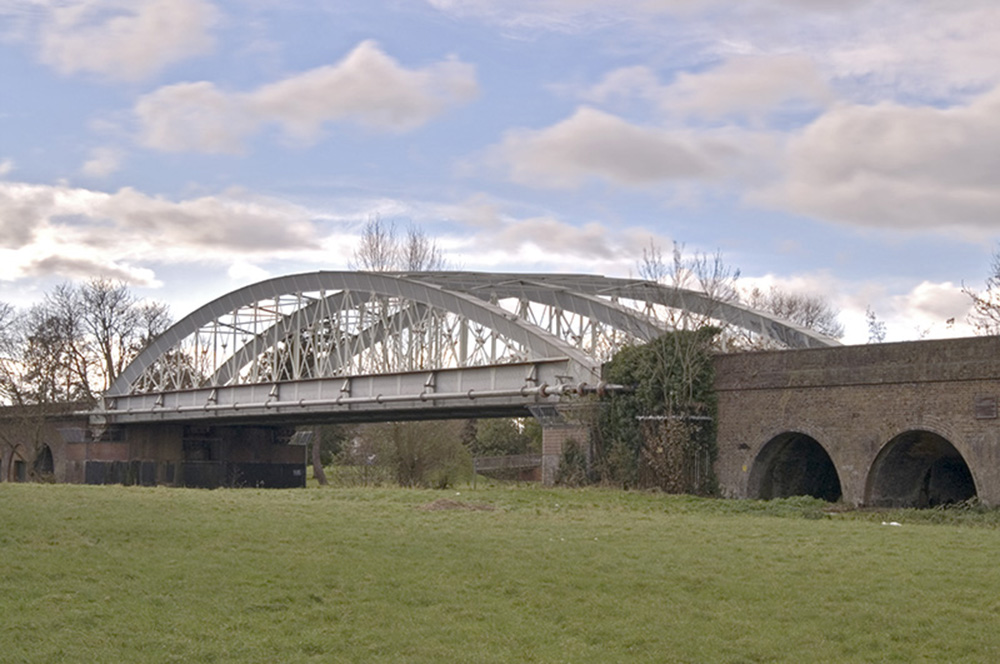
El puente ferroviario de hierro forjado en Windsor.
(La imagen muestra el lado aguas abajo, mirando hacia Windsor)

La línea abrió, a pesar de la oposición del colegio de Eton, el 8 de octubre de 1849. Se construyó como una vía de gran ancho, pero se instaló una vía de ancho mixto en 1862.
Durante un período a partir de 1863, los trenes del Metropolitan Railway prestaron servicio en la línea. Entre el 1 de marzo de 1883 y el 30 de septiembre de 1885, la rama también fue atendida por Ferrocarril del Distrito Metropolitano.

### Slough Junction
Slough Junction era un triángulo ferroviario que conectaba el ramal con la línea principal tanto en dirección este (hacia Londres) como en dirección oeste (hacia Reading). No se sabe si se utilizó para hacer girar trenes completos, dado que una plataforma giratoria estaba disponible en el depósito de Slough para hacer girar las locomotoras. El diseño de la conexión era complejo, puesto que la curva este discurría entre los apartaderos de la zona de cocheras.
La mayoría de los trenes de servicio acedían a la estación de Slough por el lado este, que sigue en uso. Es de doble vía, con la vía "exterior" a la plataforma de la bahía utilizada por los trenes del ramal en Slough, y la vía "interior", conectada a la línea principal, que es utilizada por los trenes que acceden vacíos y excepcionalmente por algunos trenes de pasajeros.
La rama occidental, conocida como la curva "Royal" o de "Queen's", se usaba poco, excepto por el tráfico de excursiones y los trenes reales (de ahí su apodo). Se cerró por falta de uso en 1964, y se utilizó durante un tiempo para acumular vagones, tras lo que se levantó la vía.
Toda el suelo al oeste del enlace este se vendió para viviendas, quedando poca evidencia del antiguo trazado, aunque las fotografías aéreas muestran la línea curva de las vías occidentales.

### Parada de Chalvey
La única parada intermedia en el ramal era Chalvey Halt, 47 chains (945 m) al sur de Bath Road Junction. La parada se autorizó el 24 de febrero de 1929, a un costo estimado de 840 libras, y se inauguró el 6 de mayo de 1929. Comprendía andenes construidos con vigas pesadas según el diseño estándar del GWR. También tenía refugios de espera y escalones que bajaban a la carretera cercana.
Después de solo 14 meses de operación, Chalvey Halt se cerró el 7 de julio de 1930. Una nota en las actas del Departamento de Ingenieros del GWR del 19 de octubre de 1930 registra que los materiales de Chalvey Halt se habían utilizado para construir la parada de Cashes Green Halt en el tramo de la "Línea de Golden Valley" de Gloucester a Swindon, entre Stroud y Stonehouse.

### Enlace Windsor
El Enlace Ferroviario de Windsor es una propuesta para construir un túnel desde Windsor & Eton Central hasta Windsor & Eton Riverside para crear un ferrocarril directo desde Slough hasta Staines.

## Servicios
El Great Western Railway mantiene un servicio con un intervalo de 20 minutos en cada sentido, utilizando el andén 1 en fondo de saco de la estación de Slough.

### Material rodante
Aunque la Línea Principal del Great Western está electrificada, el Ramal de Windsor no lo está. En consecuencia, los servicios que discurren por el ramal son automotores diésel Clase 165 y Clase 166 de 2 y 3 coches.
En las décadas de 1970 y 1980 se utilizaron trenes de la Clase 117 y de la Clase 121 ('Bubblecars').

### Electrificación
La electrificación del tramo de Slough a Windsor se aprobó en 2014, pero el 8 de noviembre de 2016 se anunció que la electrificación del ramal se retrasaría, sin una fecha de previsión revisada.

## Lectura adicional
- Mitchell, Vic; Smith, Keith (2002). Branch Lines to Henley, Windsor and Marlow. Middleton Press. ISBN 1-901706-77-X.